# Aigamuxa
Gli Aigamuxa (al singolare Aigamuxab) sono creature mostruose citate nella mitologia degli ottentotti (khoi).

## Nella cultura khoi
Gli Aigamuxa, i cui occhi si ritrovano all'altezza delle caviglie, vivono nel deserto e camminano aiutandosi con le mani e utilizzando una gamba sola per riuscire a vedere; si nutrono di esseri umani, facendoli a pezzi coi loro lunghi denti.
Ci sono molte storie riguardanti degli umani intelligenti che sono riusciti a sfuggire agli Aigamuxa, feroci ma stupidi.
In una di queste il farabutto Jackal cosparse il terreno di polvere di tabacco ed esso finì nei loro occhi, permettendogli di fuggire.